# Human (album de Rag'n'Bone Man)
Pour les articles homonymes, voir Human.
Singles
1. Human
Sortie : 21 juillet 2016
2. Skin
Sortie : 26 janvier 2017

Human est le premier album du chanteur britannique Rag'n'Bone Man sorti le 10 février 2017.
Dès sa sortie, l'album se classe en tête des ventes dans plusieurs pays.
Il contient le single Human, sorti le 21 juillet 2016, qui a permis de faire connaître le chanteur au grand public. 

## Liste des titres
| 1.    | Human             | - Rory Graham - Jamie Hartman                                   | Two Inch Punch  | 3:20 |
| 2.    | Innocent Man      | - Graham - Two Inch Punch - Ben Ash - Simon Aldred              | Two Inch Punch  | 3:06 |
| 3.    | Skin              | - Graham - Jonny Coffer - Jamie Scott - Mike Needle - Dan Bryer | Coffer          | 3:59 |
| 4.    | Bitter End        | - Graham - Andrew Jackson - Mark Crew - Dan Priddy              | - Crew - Braque | 3:39 |
| 5.    | Be the Man        | - Graham - Coffer - Scott                                       | Coffer          | 3:14 |
| 6.    | Love You Any Less | - Graham - Jackson - Crew - Priddy                              | - Crew - Braque | 4:21 |
| 7.    | Odetta            | - Graham - Foy Vance                                            | - Crew - Braque | 3:36 |
| 8.    | Grace             | - Graham - Aldred - Frederick Cox                               | - Crew - Braque | 3:31 |
| 9.    | Ego               | - Graham - Ash - Ina Wroldsen                                   | Two Inch Punch  | 3:17 |
| 10.   | Arrow             | - Graham - Coffer - Scott                                       | Coffer          | 3:21 |
| 11.   | As You Are        | - Graham - Coffer - Scott                                       | Coffer          | 3:48 |
| 12.   | Die Easy          | Graham                                                          | - Crew - Braque | 2:32 |
| 41:44 |                   |                                                                 |                 |      |

Titres bonus version Deluxe et double vinyle
| 13.   | The Fire             | - Graham - Johnny McDaid - Crew - Coffer - Priddy                  | - McDaid - Coffer | 3:42 |
| 14.   | Fade to Nothing      | - Graham - Crew - Priddy - Sam Romans                              | - Crew - Braque   | 3:42 |
| 15.   | Life in Her Yet      | - Graham - Crew - Braque - Tinashé Fazakerley - Priddy             | - Crew - Braque   | 2:53 |
| 16.   | Your Way or the Rope | - Graham - Dan Smith - Crew - Jamie Lidell - Priddy - Lindsey Rome | - Crew - Braque   | 3:24 |
| 17.   | Lay My Body Down     | - Graham - Smith - Crew - Braque - Priddy                          | - Crew - Braque   | 3:36 |
| 18.   | Wolves               | - Graham - Crew - Fazakerley - Priddy                              | - Crew - Braque   | 2:55 |
| 19.   | Healed               | - Graham - Hartman - Oliver Rodigan - Joni Mitchell                | Cadenza           | 2:56 |
| 61:21 |                      |                                                                    |                   |      |

## Classements hebdomadaires
| Classements (2017)                 | Meilleure position |
| ---------------------------------- | ------------------ |
| Allemagne (Media Control AG)       | 2                  |
| Australie (ARIA)                   | 3                  |
| Autriche (Ö3 Austria Top 40)       | 4                  |
| Belgique (Flandre Ultratop)        | 1                  |
| Belgique (Wallonie Ultratop)       | 2                  |
| Canada (Canadian Album)            | 9                  |
| Danemark (Tracklisten)             | 5                  |
| Écosse (OCC)                       | 1                  |
| Espagne (Promusicae)               | 71                 |
| États-Unis (Billboard 200)         | 117                |
| Finlande (Suomen virallinen lista) | 6                  |
| France (SNEP)                      | 1                  |
| Irlande (IRMA)                     | 1                  |
| Italie (FIMI)                      | 12                 |
| Norvège (VG-lista)                 | 3                  |
| Nouvelle-Zélande (RIANZ)           | 3                  |
| Pays-Bas (Mega Album Top 100)      | 1                  |
| Portugal (AFP)                     | 9                  |
| Royaume-Uni (UK Albums Chart)      | 1                  |
| Suède (Sverigetopplistan)          | 13                 |
| Suisse (Schweizer Hitparade)       | 1                  |

## Certifications
| Pays                       | Certification | Unités certifiées |
| -------------------------- | ------------- | ----------------- |
| Allemagne (BVMI)           | Platine       | 200 000           |
| Australie (ARIA)           | Or            | 35 000            |
| Autriche (IFPI)            | Or            | 7 500             |
| Belgique (BEA)             | Or            | 10 000            |
| Brésil (Pro-Música Brasil) | Platine       | 40 000            |
| Danemark (IFPI)            | Or            | 20 000            |
| France (SNEP)              | 3 × Platine   | 300 000           |
| Nouvelle-Zélande (RMNZ)    | Or            | 7 500             |
| Pays-Bas (NVPI)            | Or            | 20 000            |
| Pologne (ZPAV)             | Platine       | 20 000            |
| Royaume-Uni (BPI)          | 4 × Platine   | 1 200 000         |
| Suisse (IFPI)              | 2 × Platine   | 40 000            |